# صالح محمد العراقي
صالح محمد العراقي، المعروف ايضا باسم مصلح محمد العراقي, هو المتحدث الرسمي باسم التيار الصدري في العراق، ويُلقب بـ"وزير القائد"، وهو من الشخصيات القريبة من زعيم التيار الصدري، مقتدى الصدر. يُعتبر صالح حلقة وصل رئيسية بين التيار الصدري وزعيمهم مقتدى الصدر، حيث يُتوقع من تصريحاته أن تعكس مواقف التيار وآراء مقتدى الصدر.

## النشأة والهوية
لم تُعلن هوية مصلح محمد العراقي بشكل رسمي، ويميل العديد من المراقبين إلى الاعتقاد بأنه شخصية مقربة من مقتدى الصدر. ومع أن هوية مصلح تبقى غير مؤكدة تمامًا، إلا أن بعض التقارير تشير إلى احتمال وجود صلة عائلية أو تنظيمية بينه وبين الصدر.

## الدور الإعلامي
يمثل مصلح محمد العراقي المتحدث الرسمي باسم التيار الصدري، ويستخدم حساباته الرسمية على منصات التواصل الاجتماعي لنقل مواقف التيار وتوجيهات مقتدى الصدر. تمتاز منشوراته بالقدرة على التأثير في جماهير التيار وتوجيههم، خاصة في المواقف السياسية الحاسمة، مثل الدعوات للتظاهر أو اتخاذ مواقف سياسية معينة.
في العديد من المناسبات، أصبح العراقي مصدرًا موثوقًا للمعلومات الخاصة بالتيار الصدري، حيث يقتبس الصحفيون والمتابعون تصريحاته على أنها تمثل المواقف الرسمية للتيار.

## التنسيق مع مقتدى الصدر
تشير بعض المقابلات التلفزيونية مع مقتدى الصدر إلى وجود تنسيق وثيق بينه وبين صالح محمد العراقي، في لقاءين على قناة الشرقية، أكد الصدر أن صالح متحدث رسمي و التشاور مستمر معه واصفا إياه بالـ"شعبوثي" ردا على طلب المقدم من الصدر اللقاء بصالح العراقي بشأن المواقف السياسية، مما يعزز من هويته كحلقة وصل بين الصدر وجماهيره.

## الغموض والتكهنات
على الرغم من كونه المتحدث الرسمي باسم التيار، ظلّت هوية مصلح محمد العراقي غامضة لأوقات طويلة. هذا الغموض زاد من التكهنات حول حقيقة شخصيته، حيث اعتبر البعض أن اسم "صالح محمد العراقي" قد يكون مستعارًا من قبل مقتدى الصدر نفسه، أو أن مجموعة من الأشخاص يديرون هذا الحساب للتفاعل مع الجمهور.

## النفوذ السياسي
لقد لعب مصلح محمد العراقي دورًا بارزًا في التأثير على الأحداث السياسية في العراق، حيث أصبح أحد الوجوه الإعلامية الرئيسية للتيار الصدري. وفي أوقات عديدة، كان العراقي هو من يقود رسائل التيار، سواء كانت دعوات للاحتجاجات أو توجيه المواقف بشأن القضايا السياسية الكبرى.

## علاقة الجمهور به
يحظى مصلح محمد العراقي بتفاعل واسع من قبل جمهور التيار الصدري، وتُعامل منشوراته كتصريحات رسمية. هذه العلاقة بينه وبين جماهير التيار تؤكد على مدى التأثير الذي يملكه في مسار الأحداث السياسية، حيث تُعتبر قراراته جزءًا من مواقف التيار السياسية.

## المظاهرات
لعب صالح محمد العراقي، المعروف بلقب "وزير القائد"، دورًا بارزًا في توجيه أنصار التيار الصدري خلال الاحتجاجات التي شهدها العراق منذ عام 2013، مستخدمًا منصات التواصل الاجتماعي لنقل توجيهات مقتدى الصدر وتحفيز قواعد التيار للمشاركة في التظاهرات.

### احتجاجات 2013
في عام 2013، اندلعت احتجاجات في المناطق ذات الأغلبية السنية، مطالبة بإطلاق سراح المعتقلين وإلغاء قانون مكافحة الإرهاب. ورغم أن التيار الصدري لم يكن من الأطراف الرئيسية في هذه الاحتجاجات، إلا أن مقتدى الصدر دعا إلى التهدئة والحوار، مؤكدًا على أهمية الوحدة الوطنية وتجنب الفتنة الطائفية.

### احتجاجات 2015–2016
انطلقت احتجاجات واسعة في يوليو 2015 في بغداد ومحافظات أخرى، احتجاجًا على تردي الخدمات والفساد. انضم التيار الصدري إلى هذه الاحتجاجات، حيث دعا مقتدى الصدر أنصاره للمشاركة في المظاهرات للمطالبة بالإصلاحات ومحاربة الفساد. استخدم صالح محمد العراقي منصاته لنقل توجيهات الصدر، مؤكدًا على سلمية التظاهرات وضرورة تحقيق المطالب الشعبية.

### احتجاجات 2019–2020
شهد العراق في أكتوبر 2019 موجة احتجاجات كبيرة ضد الفساد والبطالة وسوء الخدمات. في البداية، لم يشارك التيار الصدري بشكل رسمي، لكن لاحقًا دعا مقتدى الصدر أنصاره للانضمام إلى المتظاهرين. لعب صالح محمد العراقي دورًا مهمًا في توجيه أنصار التيار، حيث نشر تعليمات حول كيفية المشاركة في التظاهرات، مؤكدًا على أهمية الحفاظ على سلمية الاحتجاجات وتجنب التصعيد.

### احتجاجات 2022
في عام 2022، وبعد ترشيح محمد شياع السوداني لرئاسة الحكومة من قبل الإطار التنسيقي، دعا صالح محمد العراقي أنصار التيار الصدري إلى التظاهر والاعتصام داخل البرلمان العراقي، معبرًا عن رفض التيار لهذا الترشيح. كما دعا إلى تجمعات حاشدة في المحافظات، مؤكدًا على ضرورة تحقيق الإصلاحات السياسية وحل البرلمان.

### التوجيهات والإرشادات
حدد صالح محمد العراقي ثلاث منصات رسمية لنشر توجيهات التيار الصدري: صفحة تويتر الخاصة بمقتدى الصدر، صفحة المكتب الخاص بالصدر، وصفحة "وزير القائد" التي يديرها العراقي نفسه. دعا أنصار التيار إلى الاعتماد على هذه المصادر فقط لتلقي التعليمات، محذرًا من الصفحات المزيفة أو غير الرسمية.